# 皮斯谷
皮斯谷（Peace Vallis）是火星埃俄利斯区盖尔撞击坑中一道似乎由流体，也许是水流蚀刻而成的河谷。该河谷从盖尔撞击坑的山丘向东南“流入”到夏普山下附近的埃俄利斯沼，它的中心坐标为4°13′S 137°14′E / 4.21°S 137.23°E。皮斯谷靠近“好奇号”漫游车着陆点附近（布雷德伯里着陆场），漫游车于2012年开始研究该河谷。2012年9月26日国际天文联合会正式采纳了“皮斯谷”这一名称。
“好奇号”漫游车降落在皮斯谷冲积扇末端附近，皮斯谷冲积扇覆盖了80公里2（31英里2）的区域，水源范围达到730公里2（280英里2），皮斯谷通过盖尔撞击坑坑壁上一处15公里（9.3英里）宽的豁口进入坑内。计算表明，该冲积扇平均厚度为 9 米（30英尺），在冲积扇西部表面可看到许多倒转河道，流经皮斯谷形成冲积扇的径流估计宽达600 到6000米（0.37至3.73英里）之间。因此，这一水循环系统可能至少持续了数千年，在皮斯谷中流动的水流被认为可能来自融雪。

## 图集

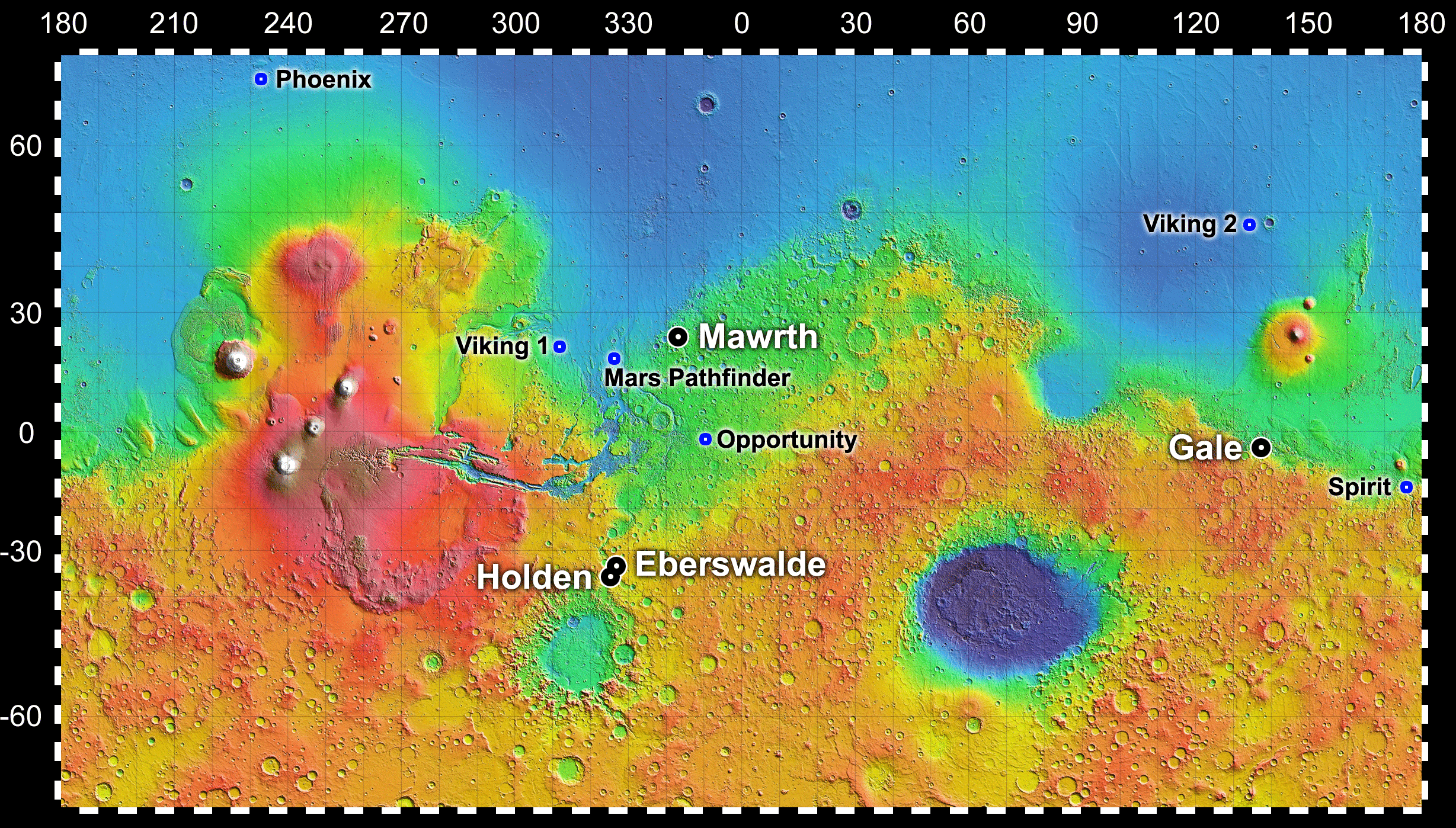
涵盖盖尔撞击坑的火星车实际（和拟定）着陆点地图。
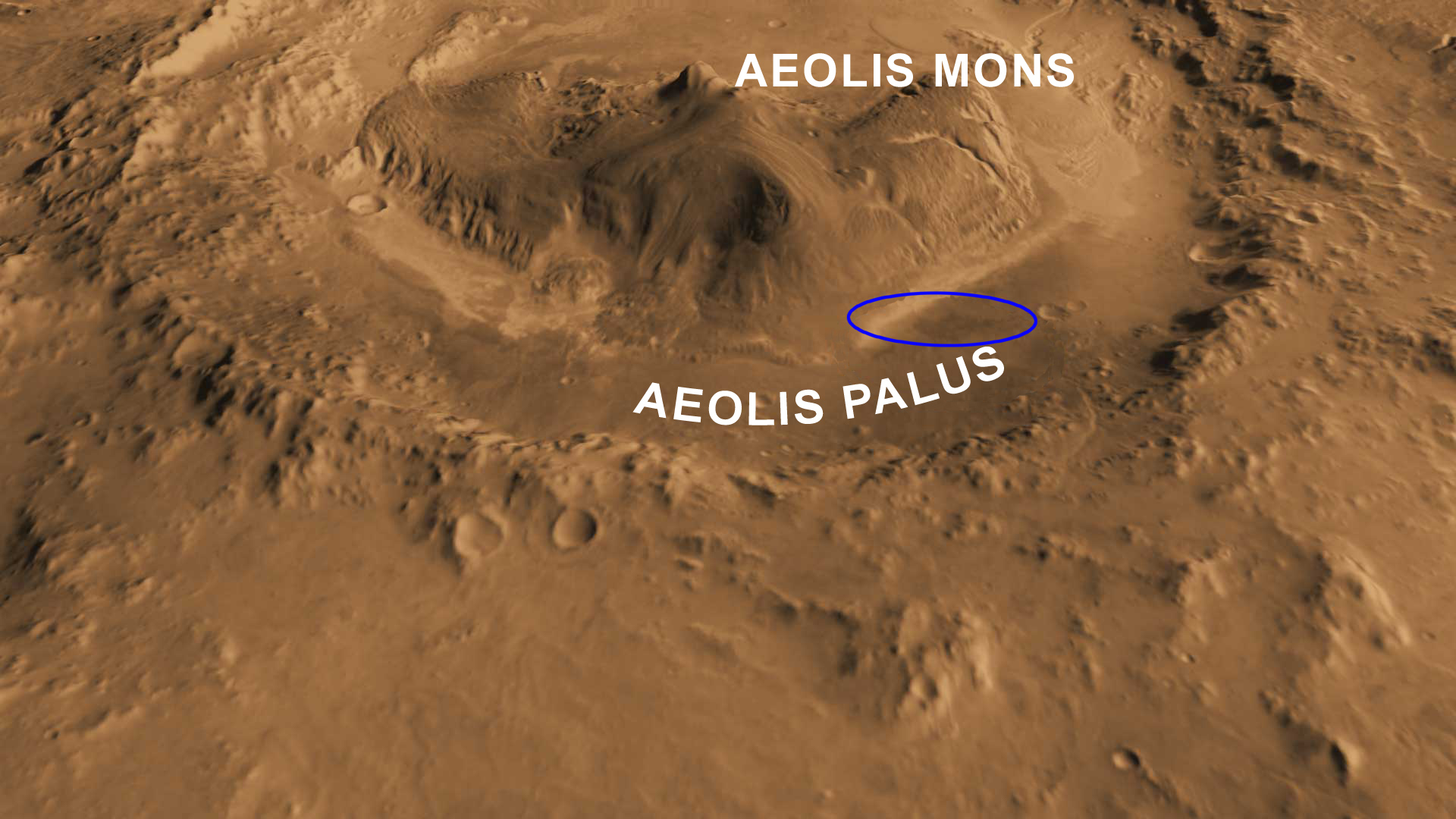
盖尔撞击坑-着陆点位于夏普山附近的埃俄利斯沼内-北方在下。
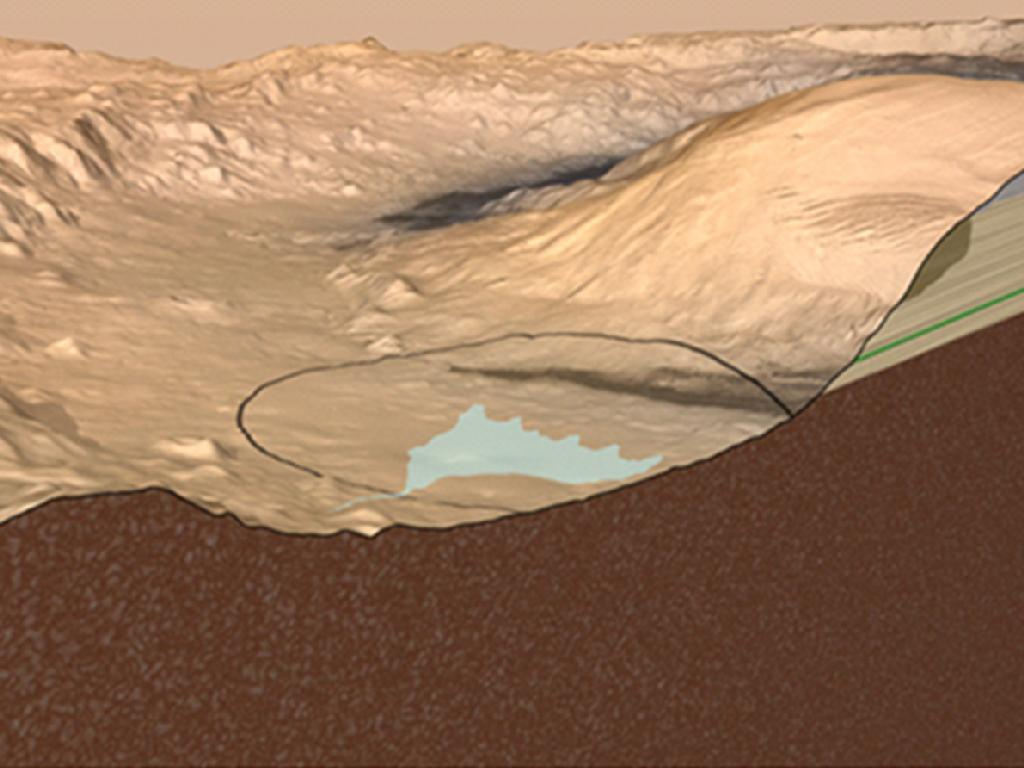
盖尔撞击坑-标注了着陆点、冲积扇（蓝色）和埃俄利斯山内的沉积物层（剖面）。
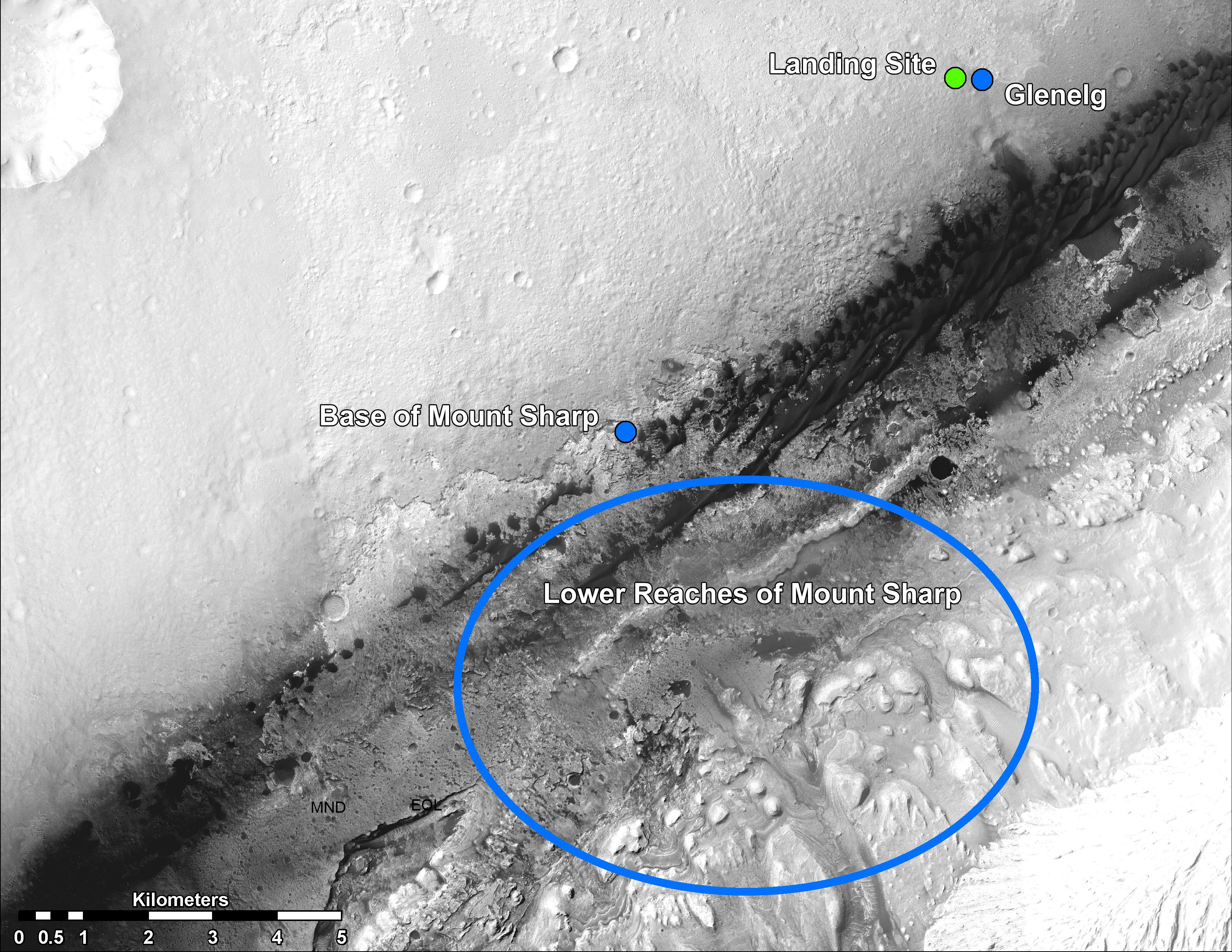
“好奇号”漫游车着陆点（绿点）-蓝点标注出计划研究的区域-格莱内尔格和夏普山山底。
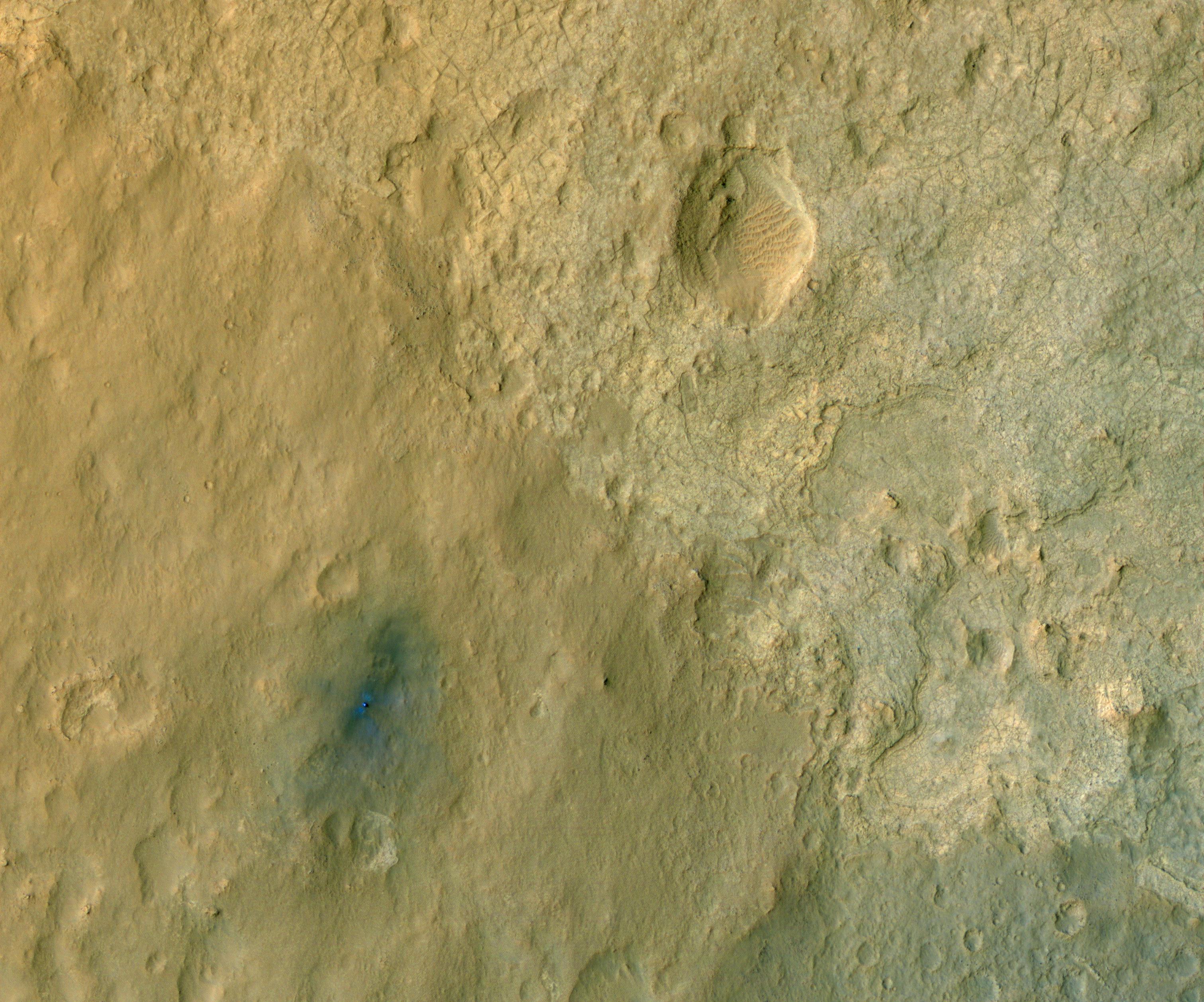
2012年8月14日，火星勘测轨道飞行器高分辨率成像科学设备显示的“好奇号”火星车着陆点（布雷德伯里着陆场）。
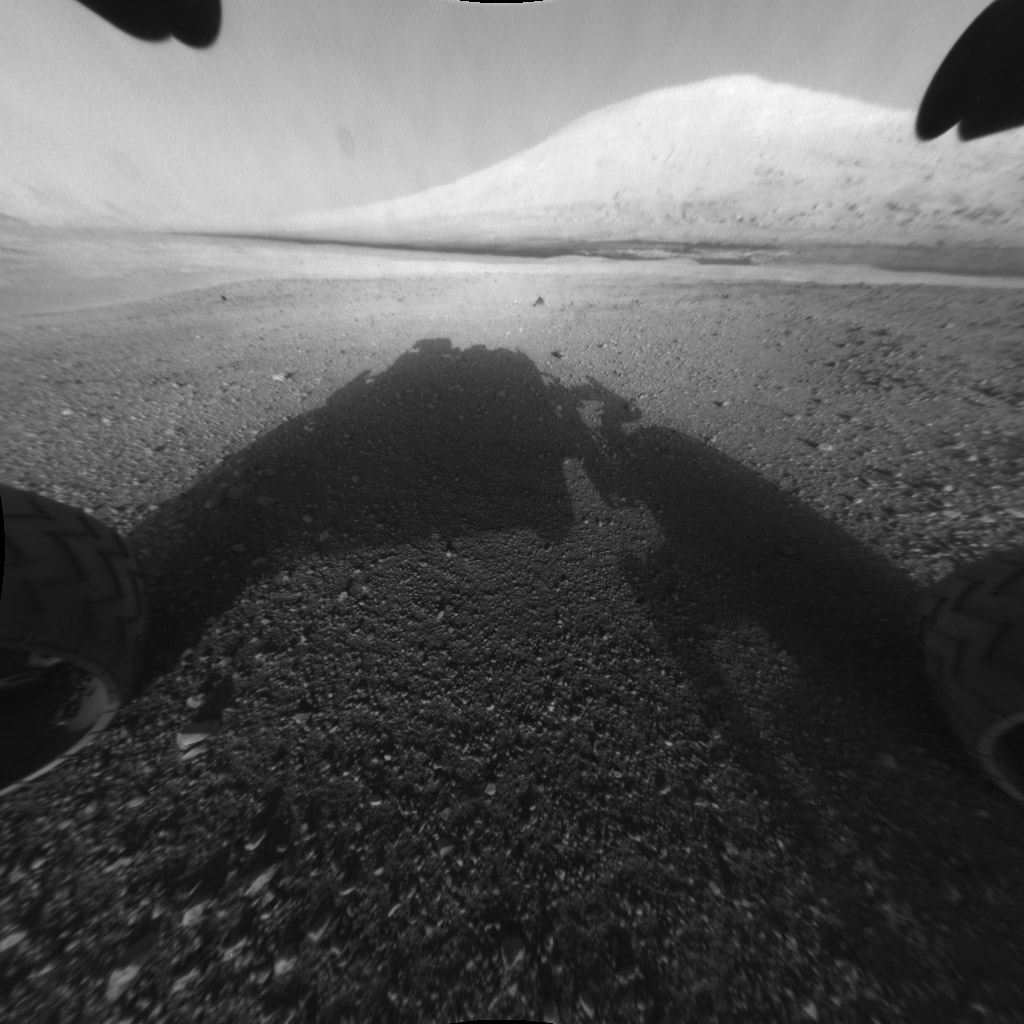
2012年8月6日，好奇号”漫游车观察到的盖尔撞击坑内的埃俄利斯沼和夏普山。
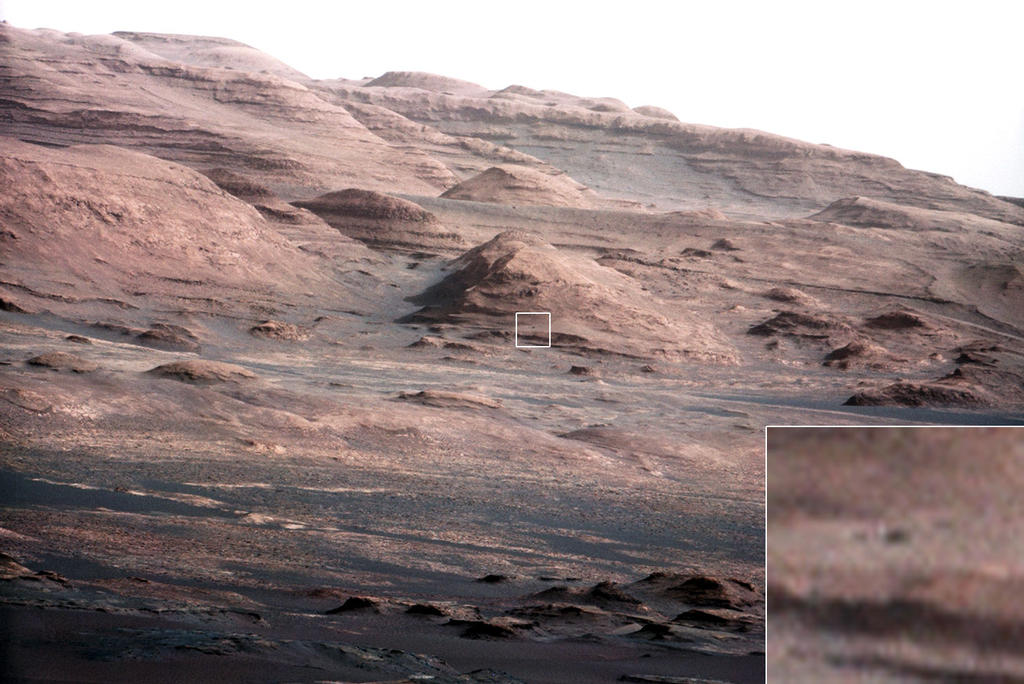
埃俄利斯山底部的岩层-右下角插图中的黑色岩石与“好奇号”漫游车的尺寸相同（白平衡图像）。
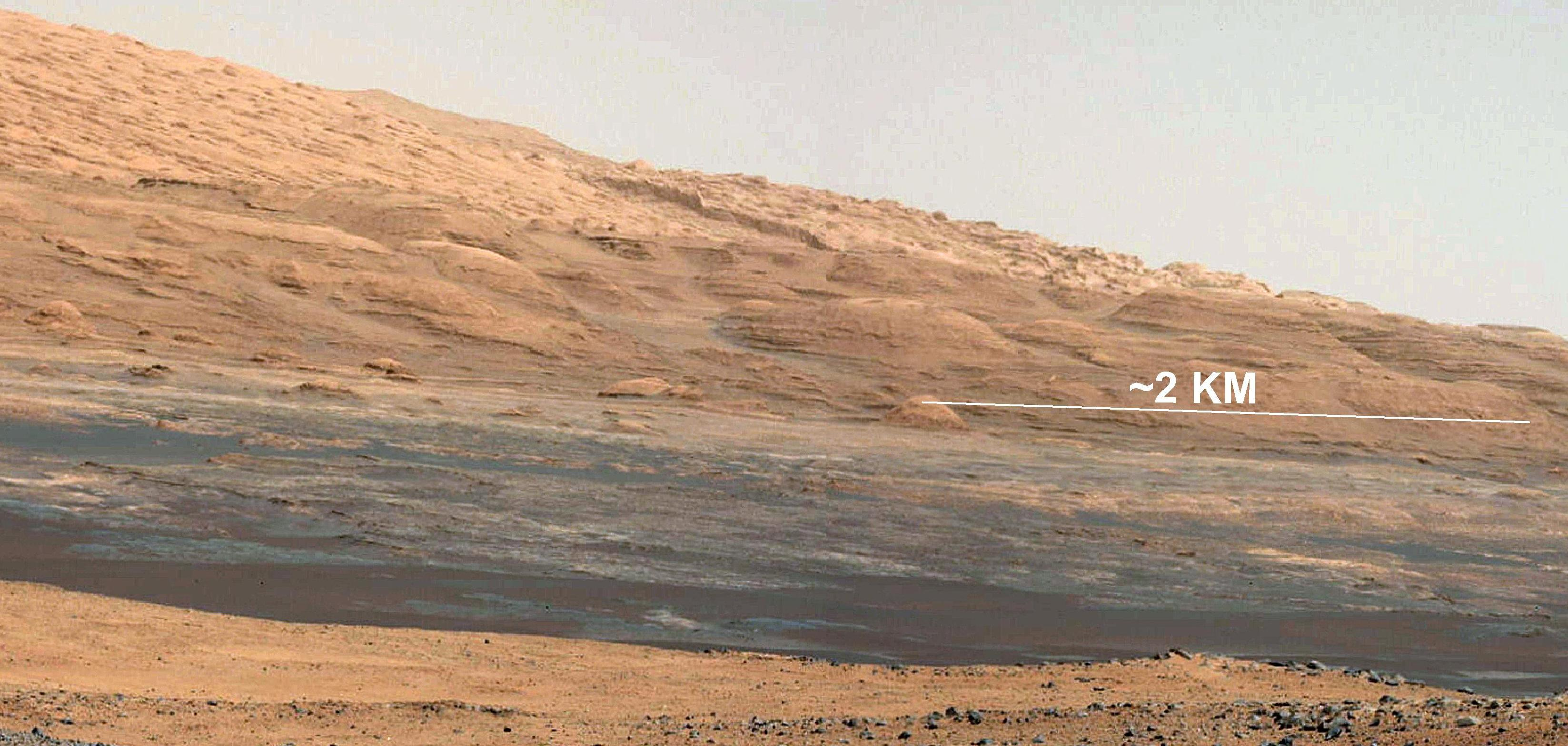
2012年8月9日，“好奇号”漫游车观看到的埃俄利斯山（白平衡图像）。
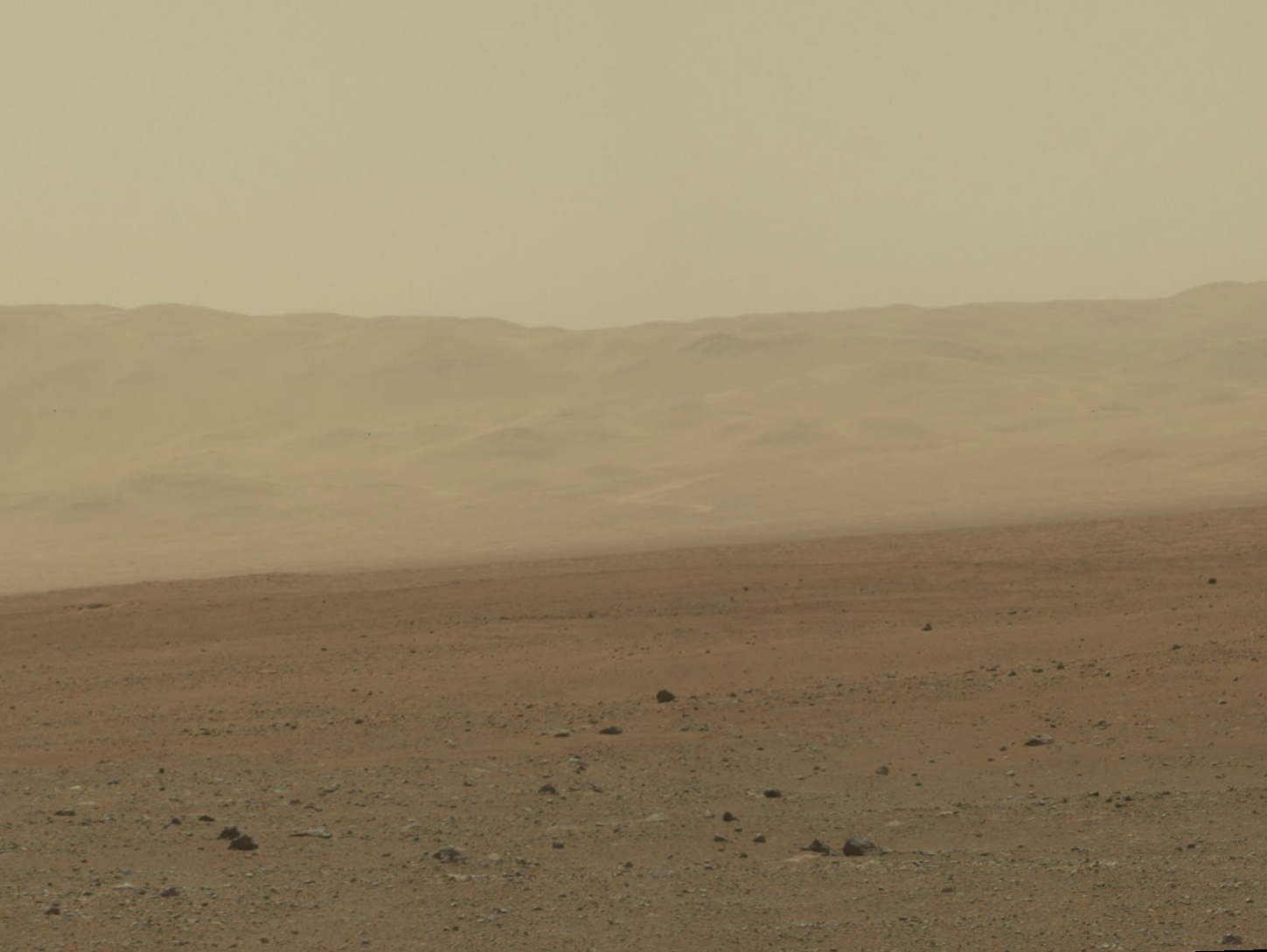
位于“好奇号”火星车以北18公里处的盖尔撞击坑边缘（2012年8月9日）。
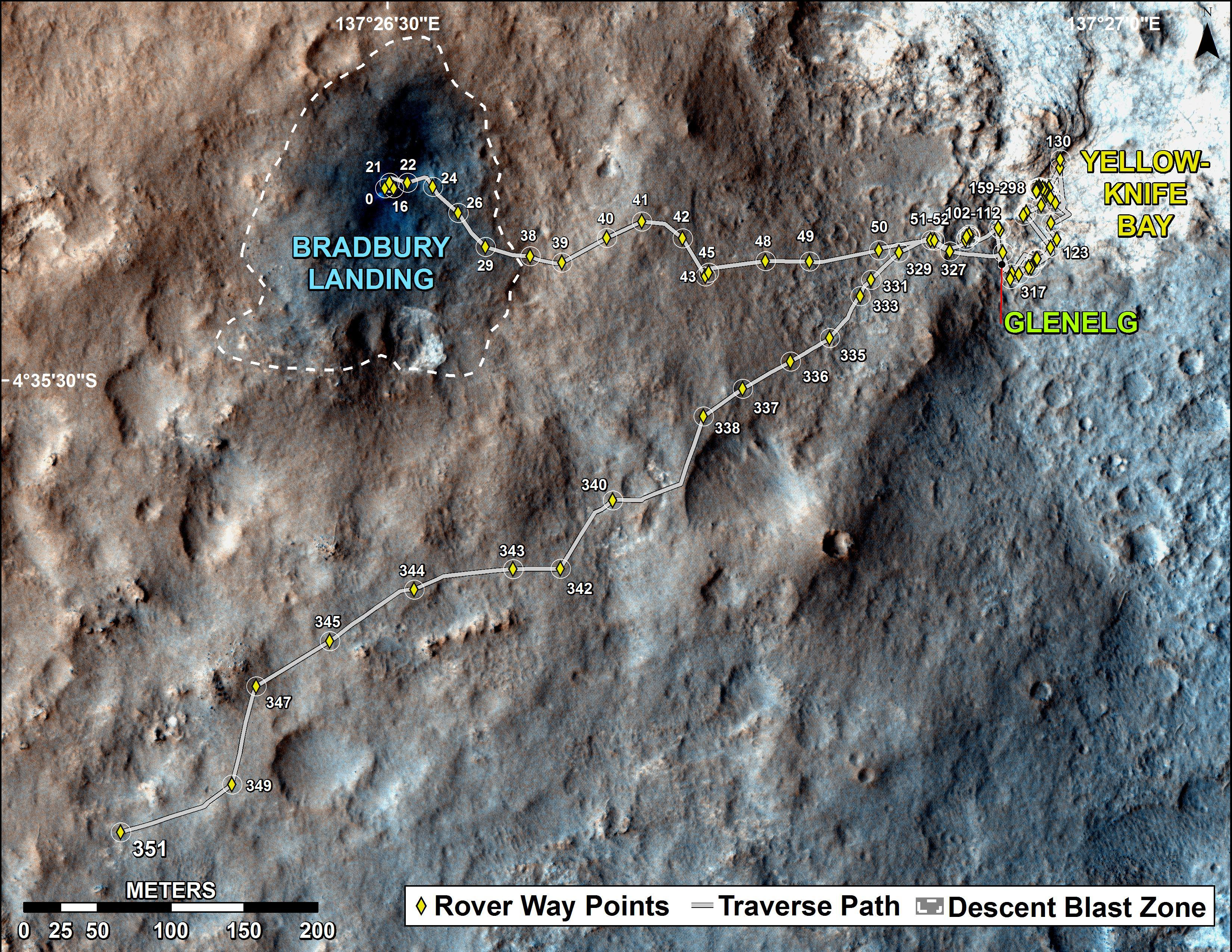
2013年8月1日，火星上“好奇号”漫游车第一年第一英里路径图 （页面存档备份，存于）(立体图 （页面存档备份，存于）)。

## 另请查看
| - 火星地质 - 火星撞击坑 - 火星山脉列表 - 火星岩石列表 - 火星谷地列表 | - 溢出河道 - 火星水文 |